# San Francisco del Mar
San Francisdo del Mar, en ocasiones denominado San Francisco del Mar Pueblo Nuevo, para diferenciarlo de San Francisco del Mar Pueblo Viejo, es una población del estado mexicano de Oaxaca. Cabecera del municipio del mismo nombre, en el istmo de Tehuantepec.

## Historial
El 27 de abril de 1970 se fundó lo que es actualmente el nuevo pueblo de San Francisco del Mar, conocido también como San Francisco del Mar, Pueblo Nuevo. Las autoridades del pueblo solicitaron la restitución del nuevo asentamiento al presidente de la república de ese entonces Luis Echeverría Álvarez , el día 11 de enero de 1972, firmó el documento primordial para restituir las tierras a favor del municipio de San Francisco del Mar que también recibió el beneficio, en ese documento, también recibió un fideicomiso para el desarrollo agropecuario del municipio. Con el fideicomiso autorizado se crea la Sociedad Agropecuaria "Once de Enero".

## Acontecimientos
El 27 de abril de 1970 se cambió la cabecera municipal al nuevo municipio de San Francisco del Mar, Pueblo Nuevo.
El 23 de agosto de 1971 se trasladaron las imagines religiosas de San Francisco del Mar, Pueblo Viejo al nuevo asentamiento municipal.
El 11 de enero de 1972 decretó publicado en el diario oficial de la nación, la restitución de las tierras.
El 7 de septiembre del 2017 ocurrió el terremoto con epicentro en Pijijiapan, Chiapas y con una magnitud de 8.2 que afectó gran parte de la población.

## Cultura
En San Francisco del Mar se festejan las fiestas patronales de Francisco de Asís el 4 de octubre, donde los pobladores del municipio se dirigen a la casa de los mayordomos para ayudarlos en la preparación de todo tipo de comida para posteriormente se realizará la fiesta donde la población en general asiste. El 11 de junio se festeja la fiesta de Corpus Christi donde los danzantes tradicionales conocidos como los "Negritos" bailan en las calles de la población y bailan diferentes danzas que datan de antes de la llegada de los españoles, El 23 de agosto de festeja Rosa de Lima de igual forma varios pobladores van a la casa de los mayordomos para ayudarlos con diferentes tipos de comidas para después realizar la fiesta.

## Danzas
San Francisco del Mar tiene diferentes danzas protagonizados por los "Negritos", en ella se encuentra, la malinche, la danza del sapo, la danza de la culebra, la danza del venado, el torito, entre otras. El 29 de julio de 2019 y el 27 de julio de 2020 la danza de los Negritos de Corpus Cristi fue presentado en el evento cultural de danzas autóctonas "Guelaguetza".

### Danza del Venado
La danza del vendado o "Mi sond a sap" en huave, se ejecuta principalmente por dos danzantes, el venado y el caballo, uno representa al hombre  y el otro al venado. Es representación ritual el hombre trata de satisfacer sus necesidades de nutrición. El hecho de que se toree el venado se hace para cazarla y poder sacrificarla. La danza es la alusión del posible origen peruano o sudamericano de los Huaves.

### Danza del Toro y el Caballo
La danza del Toro y el Caballo se ejecuta para representar simbólicamente los animales que los españoles trajeron, en esta danza ambos animales tienen un significado simbólico. El primero que es el toro, es el símbolo de valentía y fuerza y el caballo simboliza el poder en la cultura huave. 
En la danza, los negritos que son un grupo de danzantes conformado por 20 personas o más, huyen del toro, mientras el danzante que hace del caballo, trata de lazar al toro para finalizar con el toro lazado por el jinete del caballo, todo este acto sucede en el recorrido de las calles del municipio hasta llegar a la parroquia.